# Placido Saltamacchia
Placido Saltamacchia (dok. 1595–1616 in Messina) war ein Historien- und Bildnismaler auf Sizilien.

## Leben
Saltamacchia war ein Schüler von Deodato Guinaccia und Giovanni Simone Comandè. Seine Blütezeit in Messina begann um 1595, die erhalten gebliebenen Werke zeigen den starken stilistischen Einfluss von Alonso Rodriguez.
Er wurde aufgrund seines Talents und seiner hochwertigen Porträts als „neuer Tizian“ angesehen. Er soll zahlreiche Bildnisse geschaffen haben. Besonders gerühmt wurde er für eine Pieta in der Kirche des Heiligen Nikolaus in Messina. Um 1616 oder kurz danach soll er jung gestorben sein.
Werke (Auswahl)
- Chiesa S. Nicola dell’Arcivescivado (Messina) “Pieta”
- Convento Benedittines (Messina): “Verkündigung” (1616)